# Phradonoma haemorrhoum
Phradonoma haemorrhoum là một loài bọ cánh cứng trong họ Dermestidae. Loài này được Gerstaecker miêu tả khoa học năm 1871.